# ×Elyhordeum
×Elyhordeum je hibridni rod trava smješten u podtribus Hordeinae; formula mu je Elymus × Hordeum. Priznato je desetak vrsta raširenih po sjevernoj polutki, a najjužniji je predstavnik × E. elymoides iz sjeverne Argentine.

## Vrste
1. ×Elyhordeum arachleicum Peschkova
2. ×Elyhordeum arcuatum W.W.Mitch. & H.J.Hodgs.
3. ×Elyhordeum bowes-lyonii (Melderis) Melderis
4. ×Elyhordeum californicum (Bowden) Barkworth
5. ×Elyhordeum chatangense (Roshev.) Tzvelev
6. ×Elyhordeum dakotense (Bowden) Bowden
7. ×Elyhordeum elymoides (Hack.) Hunz. & Xifreda
8. ×Elyhordeum iowense R.W.Pohl
9. ×Elyhordeum jordalii (Melderis) Tzvelev
10. ×Elyhordeum kolymense Prob.
11. ×Elyhordeum langei (K.Richt.) Melderis
12. ×Elyhordeum macounii (Vasey) Barkworth & D.R.Dewey
13. ×Elyhordeum montanense (Scribn.) Bowden
14. ×Elyhordeum pavlovii (Nevski) Tzvelev
15. ×Elyhordeum rouxii (Gren. & Duval-Jouve) Kerguélen
16. ×Elyhordeum schaackianum (Bowden) Bowden
17. ×Elyhordeum stebbinsianum (Bowden) Bowden

## Sinonimi
- Cockaynea Zotov
- × Elymordeum Lepage
- × Elytesion Barkworth & D.R.Dewey
- × Elytrordeum Hyl.
- × Hordelymus Bachteev & Darevsk.
- × Horderoegneria Tzvelev
- Rouxia Husn.
- × Sitordeum Bowden